# 博傑普里人
博傑普里人，是生活在印度比哈爾邦西部、北方邦東部、賈坎德邦和尼泊爾南部說博傑普爾語的印度-雅利安民族。他們被視為印度斯坦族的分支。
他們人口有55,000,000。
在海外有可觀數量的博傑普里人生活在南美的千里達和多巴哥、圭亞那、蘇里南、加勒比海、南非、斐濟和毛里求斯（先世是英國的契約勞工）。他們主要信仰印度教，但也信仰其他宗教。